# Lou Llobell
Lou Llobell (Zimbábue, 18 de janeiro de 1995) é uma atriz espanhola e zimbabuense radicada em Londres, Reino Unido. É conhecida por seu papel como Zandie no filme Voyagers de 2021 e como Gaal Dornick, uma personagem principal e narradora da série de ficção científica da Apple TV + Foundation.

## Biografia

### Infância e estudos
Lou Llobell nasceu em 18 de janeiro de 1995 no Zimbábue, filha de mãe zimbabuense e pai espanhol. Seu pai tem doutorado em bioquímica, enquanto sua mãe estudou economia. Posteriormente, quando ela ainda era muito jovem, sua família se mudou para a Espanha e, depois, se estabeleceu na África do Sul, onde cursou o ensino médio. Em 2013, aos 18 anos, mudou-se para Londres (Reino Unido), para estudar teatro na Universidade de Birmingham, onde se formou com uma licenciatura em Artes Cênicas e Teatrais em 2016. Logo após a formatura, matriculou-se no Drama Centre London, onde obteve um Mestrado em Artes em 2018.

### Carreira
Fez sua estreia no mundo da atuação no filme de ficção científica Voyagers de 2021 ao lado de Colin Farrell e Lily-Rose Depp, papel para o qual foi escolhida pouco depois de se formar no Drama Centre London. Pouco depois, ainda no mesmo ano, foi escolhida para interpretar a personagem Gaal Dornick na série de televisão da Apple TV+ Foundation, uma adaptação bastante livre da trilogia do escritor e professor norte-americano Isaac Asimov. Dornick é uma brilhante matemática, recém-chegada ao planeta Trântor, convidada pelo grande matemático Hari Seldon para se juntar à sua equipe. Ela vem de um mundo aquático e profundamente religioso chamado Synnax. Posteriormente, seria conhecida por ser a biógrafa de Seldon. Nos romances originais da Série da Fundação, a personagem é retratado como um homem branco. A esse respeito, Llobell disse, em entrevista à revista Vogue: "Acho que não poderíamos ter feito a série do jeito que foi escrita originalmente. Ela precisa representar o mundo em que vivemos hoje e como ele poderá ser daqui a milhares de anos".

## Filmografia
| Ano           | Título      | Papel        | Notas                         | Ref.   |
| ------------- | ----------- | ------------ | ----------------------------- | ------ |
| 2021          | Voyagers    | Zandie       | Filme                         | [ 2 ]  |
| 2021          | The Pilgrim | Claire       | Filme                         | [ 8 ]  |
| 2021-presente | Foundation  | Gaal Dornick | Papel principal; 19 episódios | [ 9 ]  |
| TBA           | Beach Boys  |              | Filme                         | [ 10 ] |